# Энигма-вариации
Вариации на собственную тему «Загадка» (англ. Enigma Variations; от др.-греч. αἴνιγμα — загадка), op.36 — музыкальное произведение Эдуарда Элгара, написанное в октябре 1898 — феврале 1899 года в виде 14 вариаций для оркестра на собственную тему. «Загадка» произведения состоит в том, что в каждой из вариаций зашифрованы имена друзей композитора. Кроме того, по признанию самого композитора, в произведении есть еще одна зашифрованная тема.

## История создания
Согласно воспоминаниям самого Элгара, вечером 21 октября 1898 года после утомительного дня, он сел за рояль. Мелодия, которую он играл, привлекла внимание его жены, и он начал импровизировать вариации на эту тему в различных стилях, которые отражают характер некоторых из его друзей. Эти импровизации, расширенные и оркестрованные, позднее и стали полноценным музыкальным произведением.
Вариации были закончены 18 февраля 1899 года и впервые исполнены в Сент-Джеймском холле в Лондоне 19 июня 1899 года оркестром под руководством Ханса Рихтера. Критиков поначалу раздражала мистификация вокруг произведения, но большинство оценило структуру и оркестровку работы. Элгар впоследствии пересмотрел последнюю вариацию, добавив новые фрагменты и партию органа. Новая версия, которая обычно сегодня исполняется, впервые была представлена в Вустере на фестивале 13 сентября 1899 года, дирижировал автор.
Европейская континентальная премьера состоялась в Дюссельдорфе 7 февраля 1901 года, дирижер — Юлиус Бутс. Позднее произведение достигло и многих других сцен, в том числе и российскую. Так, после петербургской премьеры 1904 года, произведение понравилось Александру Глазунову и Николаю Римскому-Корсакову. В 1910 году премьера состоялась и в Нью-Йорке, где дирижировал Густав Малер.

## Состав оркестра
Произведение написано для 2 флейт (одна дублирует флейту-пикколо), 2 гобоев, 2 кларнетов, 2 фаготов, контрфагота, 4 валторн, 3 труб, 3 тромбонов, тубы, литавр, малого барабана, треугольника, большого барабана, тарелок, органа (ad libitum) и струнных.

## Структура произведения
Произведение написано в виде темы с последующими 14 вариациями. Варьируются мелодические, гармонические и ритмические элементы темы, а расширенная четырнадцатая вариация представляет собой грандиозный финал.
Элгар посвятил произведение «моим друзьям, изображенным здесь» (англ. «to my friends pictured within»), и в партитуре каждой вариации предшествуют инициалы или имя друга, которому она посвящена. Каждая часть передает не только общее впечатление от личности, но и содержит музыкальную отсылку на конкретную характеристику или событие, такие, как смех, особенности речи и т. п. Произведение состоит из следующих разделов:
- Тема (Enigma: Andante)

1. L’istesso tempo («C.A.E.»)
2. Allegro («H.D.S-P.»)
3. Allegretto («R.B.T.»)
4. Allegro di molto («W.M.B.»)
5. Moderato («R.P.A.»)
6. Andantino («Ysobel»)
7. Presto («Troyte»)
8. Allegretto («W.N.»)
9. Adagio («Nimrod»)
10. Intermezzo: Allegretto («Dorabella»)
11. Allegro di molto («G.R.S.»)
12. Andante («B.G.N.»)
13. Romanza: Moderato («* * *»)
14. Finale: Allegro Presto («E.D.U.»)

Примерная длительность всего произведения — 32 минуты.